# Aeroportul Lawrenceville-Vincennes
Aeroportul Lawrenceville-Vincennes (IATA: LWV, ICAO: KLWV, FAA LID: LWV) este un aeroport din Illinois, Statele Unite ale Americii ce deservește zona Lawrenceville⁠(d). A fost numit după zona deservită.
Situat la o altitudine de 131 m, aeroportul dispune de 2 piste.

## Infrastructură

### Piste
Aeroportul dispune de 2 piste. Pista 09/27 are suprafața de asfalt și dimensiunile 5.198 picioare × 100 picioare. Pista 18/36 are suprafața de asfalt și dimensiunile 5.199 picioare × 100 picioare. 